# Madonna met kind en St.-Johannes en de engelen
Madonna met kind en St.-Johannes en de engelen  is een onvoltooid schilderij toegeschreven aan de Italiaanse kunstschilder Michelangelo. Michelangelo schilderde het werk vermoedelijk in 1497 in Rome. Het schilderij bevindt zich in de National Gallery in Londen. Het werk is een van de slechts vier paneelschilderijen die van de kunstenaar bekend zijn. Het werk is ook wel bekend als de Manchester Madonna nadat het aldaar op een tentoonstelling te zien was.
De toeschrijving van het werk aan Michelangelo is altijd bron van discussie geweest, maar over het algemeen wordt het nu als een authentiek vroeg werk van hem gezien.
Het werk toont de ontmoeting van Maria en het Christuskind met Christus' neef Johannes de Doper. Een gebeurtenis die volgens de legende plaatsgevonden heeft na de vlucht van de Heilige Familie naar Egypte. Maria is afgebeeld met een ontblote borst, alsof ze net haar zoon de borst heeft gegeven. In haar handen heeft ze een boek dat ze van haar zoon weghoudt. Dit is waarschijnlijk een voorspelling van het latere lijden en sterven van het kind. Achter deze drie figuren zijn enkele engelen te zien, waarvan twee in zeer onvoltooide staat. De schilderstijl toont duidelijk verwantschap met de kunstvorm van het beeldhouwen wat Michelangelo als zijn grootste kwaliteit beschouwde.